# On Monsieur's Departure
On Monsieur's Departure è un poema inglese elisabettiano composto dalla stessa regina Elisabetta I. È scritto in forma di meditazione sul fallimento delle negoziazioni di matrimonio con Francesco di Valois, duca d'Alençon e d'Angiò. 
L'Età elisabettiana vide l'emersione del Rinascimento inglese e conseguentemente quella di figure insigne come Edmund Spenser, Sir Francis Bacon e William Shakespeare.
Elisabetta I, regina d'Inghilterra, venne insolitamente ben educata per una donna del suo tempo e scrisse diversi poemi, che sembrano essere basati sulla sua vita, in un'era in cui l'amor cortese era tradizione europea. "On Monsieur's Departure" è una storia nella quale la protagonista è caduta vittima di un amore non corrisposto.

## Testo
I love and yet am forced to seem to hate,

I do, yet dare not say I ever meant,

I seem stark mute but inwardly do prate.

I am and not, I freeze and yet am burned,

Since from myself another self I turned.
My care is like my shadow in the sun,

Follows me flying, flies when I pursue it,

Stands and lies by me, doth what I have done.

His too familiar care doth make me rue it.

No means I find to rid him from my breast,

Till by the end of things it be supprest.
Some gentler passion slide into my mind,

For I am soft and made of melting snow;

Or be more cruel, love, and so be kind.

Let me or float or sink, be high or low.

Or let me live with some more sweet content,

Or die and so forget what love ere meant.»
Amo ed eppure sono forzata a sembrare d'odiare,

Lo faccio, eppure non oso dire di averlo mai voluto,

Sembro completamente muta ma interiormente ciarlo davvero.

Sono e non sono, gelo ed eppure ardo,

Poiché mi sono rivolta dal mio io ad un altro.
Il mio affanno è come la mia ombra nel sole,

Mi segue volando, vola quando la inseguo,

Sta e giace a fianco a me, fa quello che ho fatto.

Le sue troppo intime attenzioni me ne fanno pentire.

Non trovo alcun modo per liberarmi di lui dal mio petto,

Fino a che infine non sia soffocato.
Una passione più delicata mi scivola nella testa,

Perché sono soffice e fatta di neve che si scioglie;

O sii più crudele, amore, e dunque sii gentile.

Lasciami o stare a galla o affondare, essere importante o misera.

O lasciami vivere con una contentezza più dolce,

O morire e quindi dimenticare cosa significasse prima l'amore.»

## Analisi

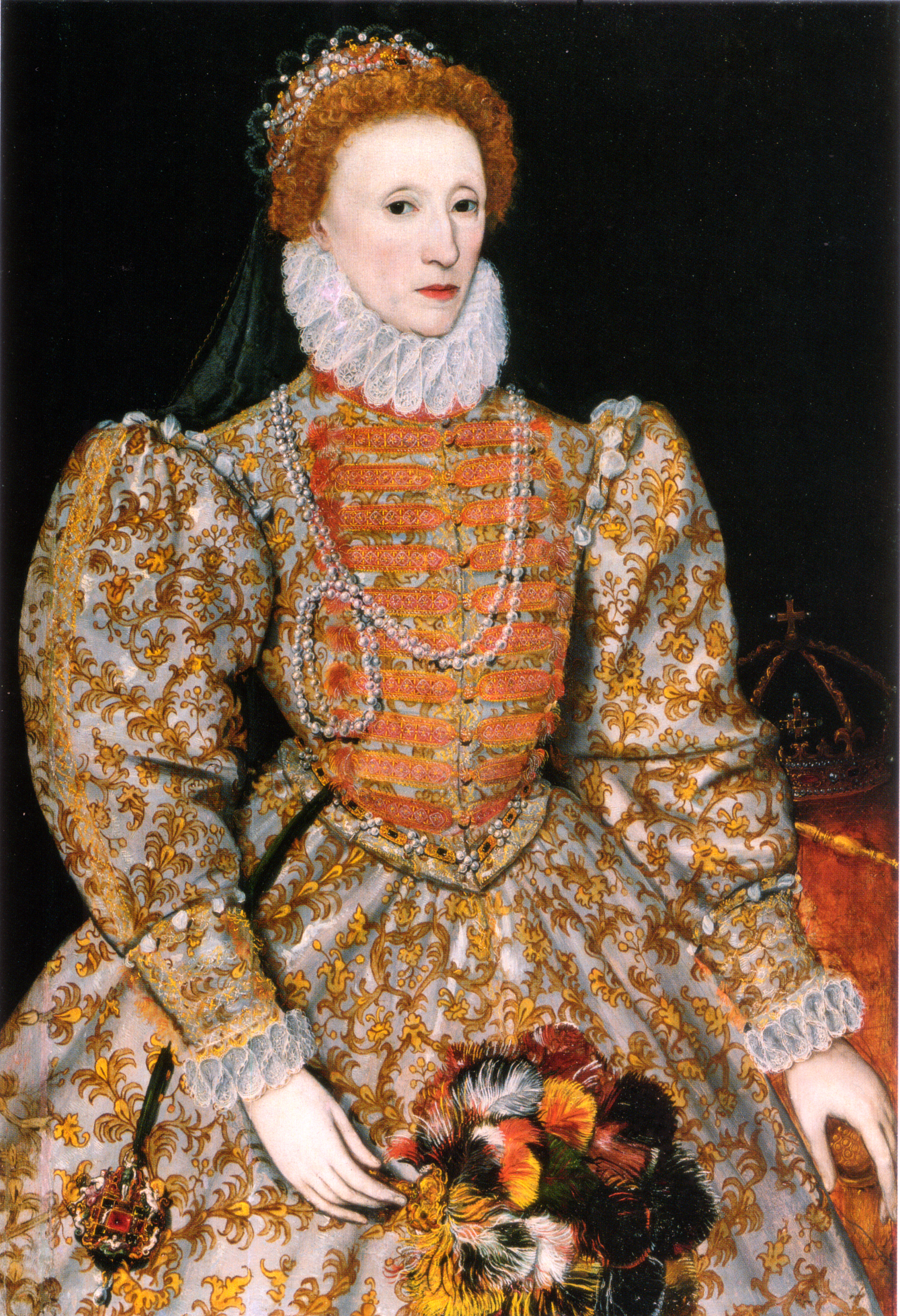
Elisabetta I (1533-1603), autrice del poema

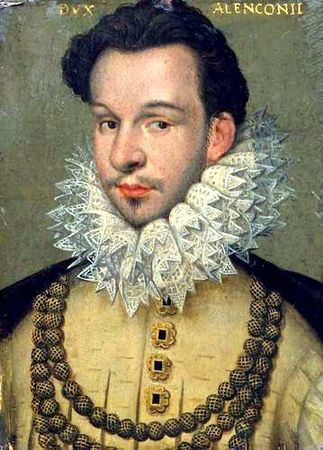
Francesco, duca d'Alençon e d'Angiò (1555-1584), un potenziale marito di Elisabetta e il Monsieur del titolo

Nella prima stanza Elisabetta intende dire che nasconde una forte infelicità e l'amore (di Angiò) in favore di un aspetto di calma e antipatia. Questa apparenza può essere adottata per piacere ai suoi cittadini o per salvare il suo orgoglio (perché il suo amore non era corrisposto?). Ad ogni modo, è mutata (o sta mutando) dal suo io (o comportamento) precedente (e più naturale) a qualcosa di differente.
La seconda stanza è incentrata sulla sua infelicità. È la sua fedele compagna che non è mai stata capace di mandare via e sente che solamente la morte potrebbe scacciarla.
Nella terza stanza Elisabetta chiede di avere dei sentimenti meno intensi, dicendo di essere fragile. Vorrebbe che Angiò fosse meno bello cosicché possa vincere i propri sentimenti più facilmente. Il quarto verso significa o che lei desidera poter sentirsi bene o male, che sembrerebbe contraddire il primo verso, o che desidera poter mostrare (e render noto) questi sentimenti del tutto. Alla fine dice che vorrebbe morire, se non può essere in qualche modo più felice, cosicché i pensieri d'amore non la tormentino più. Dubita che possa essere mai soddisfatta in termini d'amore. Se avesse veramente voluto morire o l'avesse detto solo per effetto drammatico non è chiaro e di certo la sincerità complessiva del poema è anch'essa incerta.

## Confronti
Questo poema differisce dai poemi come "My Lute, Awake!", scritto da Sir Thomas Wyatt durante lo stesso periodo. Entrambi descrivono l'amore non corrisposto, ma lo fanno in modi diversi. Elisabetta condivide la responsabilità con il suo amante e conosce persino il suo dolore. Invece, in "My Lute, Awake!", l'autore lascia tutta la colpa alla donna che desidera e a cui non augura ogni bene.

## Tema
Elisabetta I esprime una sensazione di dolore che affiora da questa disillusione, ma comprende anche la prospettiva dell'altra persona. Il suo dilemma sta soffocando le sue emozioni. Il poema viene esposto con un tono mesto, perciò suscitando un senso di pietà nel lettore, particolarmente nel verso conclusivo, "Or die and so forget what love ere meant" (18).